# 史朝義
史朝義（？—763年），唐朝突厥人，生於寧夷郡，是安史之亂的領導者之一，史思明長子。

## 生平
生年没有记载。天宝末年，其父史思明隨安祿山起兵，朝義率軍守冀、相州。安祿山之子安慶緒弒父即位，759年史思明殺安慶緒，稱帝，封朝義為懷王。
史思明想杀了史朝義，立辛皇后之子史朝清為太子。上元二年（761年）三月，史朝義率师攻陕城，不利，被父亲斥责。朝義于是發動兵變，缢殺史思明，三月十四日即位，年號顯聖，又派散骑常侍張通儒等至范陽，殺皇后辛氏、史朝清等數十人。
762年唐軍借回紇士兵之助，開始反攻，攻破史朝義首都洛陽，以师十万拒于横水，大败。他北逃往莫州（今河北任丘一帶）。次年正月，率骑五千，想要赴幽州发兵救莫州。後眾叛親離，尤其主要將領田承嗣、李懷仙等均叛去，叩城不纳，勢單力孤，在温泉栅医巫闾祠下自殺而死。一说为李怀仙诱杀于范阳城东。史朝义败后，母亲和妻子被田承嗣送于唐军。
安祿山、安慶緒、史思明、史朝義，田承嗣為立祠，後來毀去而求取使相之位。

## 影視形象

### 電視劇
| 年份   | 地區         | 作品                 | 演員   |
| 1987年 | 中视         | 《珍珠傳奇》         | 龙天翔 |
| 1994年 | 新加坡       | 《昆仑奴》           | 陈泰鸣 |
| 1997年 | 香港無綫電視 | 《大刺客之煙花殺手》 | 麦嘉伦 |
| 2010年 | 中国大陸     | 《杨贵妃秘史》       | 于清斌 |

## 延伸阅读
[在维基数据编辑]
 《新唐書·卷225上》，出自《新唐書》